# Euriphene cercestis
Euriphene cercestis är en fjärilsart som beskrevs av Ward 1871. Euriphene cercestis ingår i släktet Euriphene och familjen praktfjärilar. Inga underarter finns listade i Catalogue of Life.